# Still
Still – miejscowość i gmina we Francji, w regionie Grand Est, w departamencie Dolny Ren.
Według danych na rok 1990 gminę zamieszkiwały 1314 osoby, a gęstość zaludnienia wynosiła 57 osób/km² (wśród 903 gmin Alzacji Still plasuje się na 213. miejscu pod względem liczby ludności, natomiast pod względem powierzchni na miejscu 46.).